# Montanlampi
Montanlampi eller Montalampi är en sjö i Finland. Den ligger i kommunen Muhos i landskapet Norra Österbotten, i den centrala delen av landet, 500 km norr om huvudstaden Helsingfors. Montanlampi ligger 24,34 meter över havet. Arean är 1,13 kvadratkilometer och strandlinjen är 6,6 kilometer lång. Sjön  ingår i Uleälvens huvudavrinningsområde.   I omgivningarna runt Montanlampi växer i huvudsak blandskog.